# Myristica malabarica
Myristica malabarica är en tvåhjärtbladig växtart som beskrevs av Jean-Baptiste de Lamarck. Myristica malabarica ingår i släktet Myristica och familjen Myristicaceae. Inga underarter finns listade i Catalogue of Life.